# Аввакумово
Аввакумово — деревня в Калининском районе Тверской области. Центр Аввакумовского сельского поселения.
Расположена к северо-востоку от Твери, рядом проходит Сахаровское шоссе.

## История
Аввакумово известно с 1816 года. В середине 19 века Аввакумово (Авакумово) относилось к Екатерининскому приходу города Твери, Белекушальской волости Тверского уезда.
Аввакумово на карте Менде обозначено как д. Абакумово
. По данным архивных источников в 1858 году в Аввакумово имелось 11 дворов, проживал 61 житель, в 1886 — 12 дворов, 88 жителей.
До 1917 года Аввакумово — имение, принадлежавшее землевладельцу А. С. Шлыгину. До наших дней от имения «Аввакумово» сохранились только посаженные тополи и липы да несколько прудов. В 1919 году по архивным данным в Аввакумово было 17 дворов, проживало 96 человек.

## Население
| 1859 | 1886 | 1919 | 1997  | 2002  | 2010  |
| ---- | ---- | ---- | ----- | ----- | ----- |
| 69   | ↗88  | ↗95  | ↗1456 | ↘1378 | ↘1284 |